# Adenophlebiodes
Adenophlebiodes is een geslacht van haften (Ephemeroptera) uit de familie Leptophlebiidae.

## Soorten
Het geslacht Adenophlebiodes omvat de volgende soorten:
- Adenophlebiodes adrieni
- Adenophlebiodes bicolor
- Adenophlebiodes callasae
- Adenophlebiodes decoratus
- Adenophlebiodes masonella
- Adenophlebiodes massirius
- Adenophlebiodes ornata
- Adenophlebiodes rubeus